# 維奧雷爾·莫拉留
維奧雷爾·莫拉留 （羅馬尼亞語：Viroel Morariu，1931年10月18日—2017年5月23日），罗马尼亚橄欖球側衛， 其在役时曾是罗马尼亚最具影响力的橄榄球运动员。

## 国际职业生涯
莫拉留是羅馬尼亞國家橄欖球隊的成員。在五十年代至六十年代期间為球队的队长。他的儿子奥特菲安·莫拉里奥是罗马尼亚橄榄球联会 （F.R.R）的主席。

## 奖项
2012年，莫拉留獲頒World Rugby Awards Vernon Pugh傑出服務獎。

## 死亡
維奧雷爾·莫拉留死于2017年5月23日。